# Districte de Lichtenberg
El Districte de Lichtenberg és el districte (Bezirk) onzè de Berlín. Creat al 1920 amb la Llei del Gran Berlín. Amb la reforma administrativa de Berlín de 2001 va absorbir els districte veí d'Hohenschönhausen.
Als anys setanta, el govern de la RDA va construir nombrosos edificis prefabricats de gran alçada (Plattenbau) a l'est del districte de Lichtenberg. Actualment aquesta zona queda al districte de Marzahn-Hellersdorf.

## Geografia

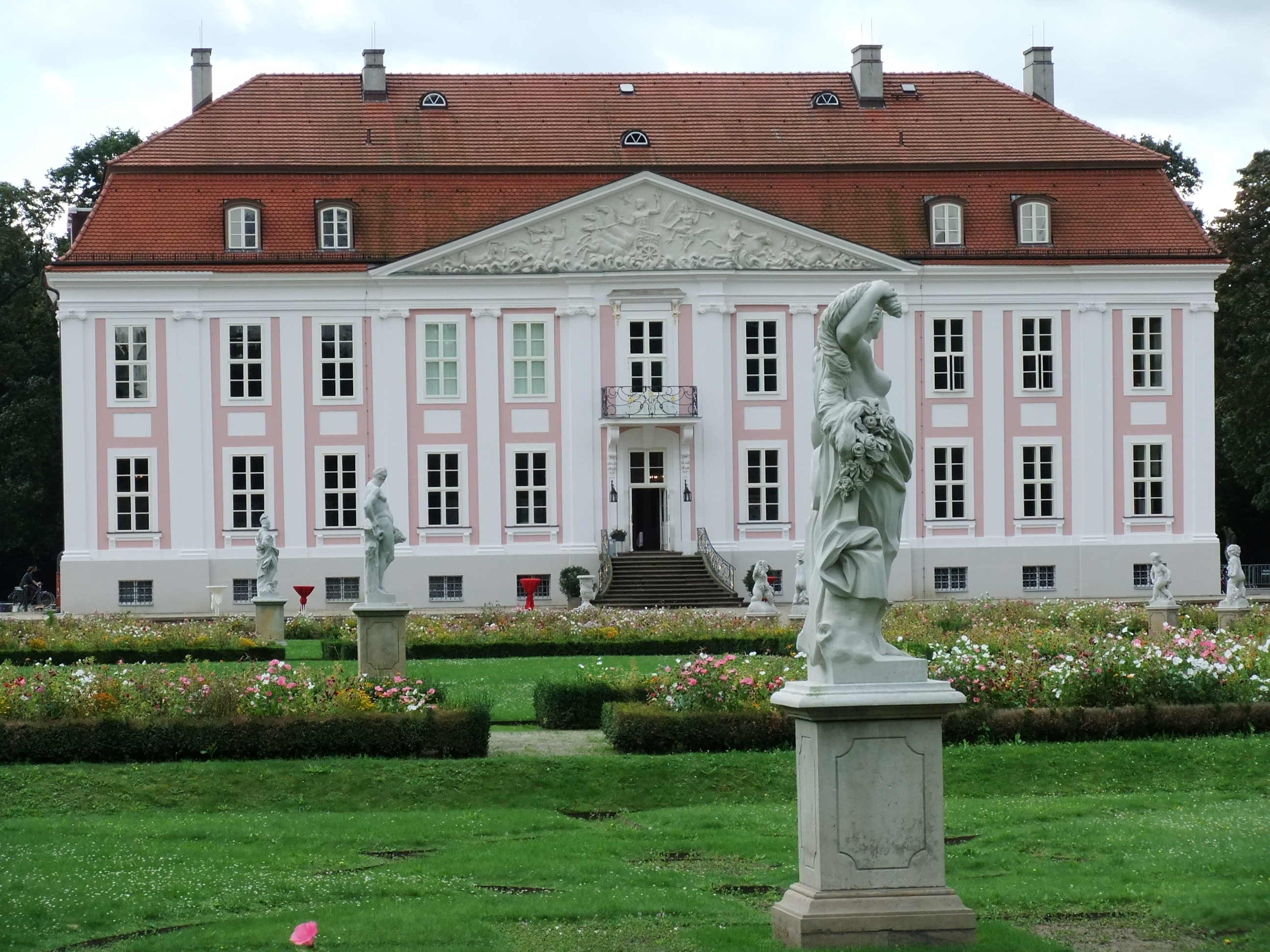
El palau de Friedrichsfelde

El districte conté el Tierpark Berlin a Friedrichsfelde, el més gran dels dos zoològics de Berlín. Lichtenberg va ser també el lloc de l'extens complex de la seu del Stasi, el servei d'intel·ligència de l'Alemanya Oriental. Abans de l'establiment de la RDA, va allotjar l'oficina principal de l'Administració Militar Soviètica a Berlín, i abans d'això es tractava d'una seu de la Wehrmacht. El complex és ara la ubicació del Museu de la Stasi. El Memorial de la presó de Hohenschönhausen es troba al lloc de la presó principal del Stasi. Lichtenberg és també la ubicació del Museu Germano-Rus, el lloc històric de la rendició incondicional de les forces armades alemanyes (Wehrmacht) al 8 de maig de 1945.

## Administració
Resultats a les eleccions del districte de 2016
- Die Linke: 18 escons
- SPD: 13 escons

Divisió dels escons del Parlament del districte al 2016

- Alternativa per Alemanya: 12 escons
- CDU: 7 escons
- PIRATEN: 5 escons

## Barris

Barris del districte de Treptow-Köpenick

| Ortsteile                 | Àrea (km²) | Habitants 30 Juny 2008 | Densitat (inhabitants/km²) |
| 1101 Friedrichsfelde      | 5.8        | 50,010                 | 8,622                      |
| 1102 Karlshorst           | 6.6        | 21,057                 | 3,190                      |
| 1103 Lichtenberg          | 7.33       | 32,295                 | 4,406                      |
| 1104 Falkenberg           | 3.0        | 1,164                  | 388                        |
| 1106 Malchow              | 3.0        | 450                    | 150                        |
| 1107 Wartenberg           | 5.31       | 2,433                  | 458                        |
| 1109 Neu-Hohenschönhausen | 5.32       | 53,698                 | 10,094                     |
| 1110 Alt-Hohenschönhausen | 10.0       | 41,780                 | 4,178                      |
| 1111 Fennpfuhl            | 1.75       | 30,932                 | 17,675                     |
| 1112 Rummelsburg          | 4.16       | 17,567                 | 4,223                      |

## Ciutats agermanades
- 5è districte de Maputo, Moçambic
- Białołęka, Varsòvia, Polònia
- Kaliningrad, Rússia
- Powiat de Hajnowski, Polònia
- Districte municipal de Jurbarkas, Lituània
- Margareten, Viena, Àustria
- Hanoi, Vietnam